# Tiền Giang
Tiền Giang là một tỉnh cũ ven biển thuộc vùng đồng bằng sông Cửu Long, miền Nam Việt Nam. Tỉnh nằm trong Vùng kinh tế trọng điểm phía Nam.
Tỉnh lỵ của tỉnh là thành phố Mỹ Tho, cách Thành phố Hồ Chí Minh 70 km về hướng Tây Nam và cách thành phố Cần Thơ 90 km về hướng Đông Bắc theo đường Quốc lộ 1.
Tiền Giang có đường bờ biển dài 32 km với địa hình tương đối bằng phẳng, đất phù sa trung tính, ít chua dọc sông Tiền, sông Vàm Cỏ và sông Soài Rạp. Phần dọc sông Tiền chiếm khoảng 53% diện tích toàn tỉnh, thích hợp cho nhiều loại cây trồng và vật nuôi. Tiền Giang là tỉnh có nhiều tiềm năng về du lịch.
Năm 2018, Tiền Giang là đơn vị hành chính Việt Nam đông thứ 14 về dân số, xếp thứ 21 về Tổng sản phẩm trên địa bàn (GRDP), xếp thứ 32 về GRDP bình quân đầu người và đứng thứ 45 về tốc độ tăng trưởng GRDP. Với 1.772.785 người dân, GRDP của tỉnh năm 2021 đạt 100.315 tỉ Đồng, GRDP bình quân đầu người đạt 56,4 triệu đồng (tương đương 2.405 USD).
Ngày 12 tháng 6 năm 2025, Quốc hội thông qua Nghị quyết số 202/2025/QH15 về việc sắp xếp đơn vị hành chính cấp tỉnh năm 2025, theo đó tỉnh được giải thể vào 1 tháng 7 năm 2025 để sáp nhập vào tỉnh Đồng Tháp.

## Địa lý
Tỉnh Tiền Giang nằm trong tọa độ địa lý 105°49'07" đến 106°48'06" kinh độ Đông và 10°12'20" đến 10°35'26" vĩ độ Bắc, có vị trí địa lý:
- Phía đông giáp Thành phố Hồ Chí Minh và Biển Đông
- Phía tây giáp tỉnh Đồng Tháp
- Phía nam giáp tỉnh Bến Tre và tỉnh Vĩnh Long
- Phía bắc giáp tỉnh Long An.

Tiền Giang nằm trải dọc trên bờ bắc sông Tiền (một nhánh của sông Cửu Long) với chiều dài 120 km, kéo dài đến các cửa biển đổ vào Biển Đông. Nhờ vị trí thuận lợi, Tiền Giang đã trở thành trung tâm văn hóa chính trị của cả Đồng bằng sông Cửu Long, là địa bàn trung chuyển hết sức quan trọng gắn cả miền Tây Nam Bộ. Đồng thời giúp Tiền Giang trở thành một tỉnh có nền kinh tế phát triển hàng đầu trong khu vực Tây Nam Bộ và Vùng kinh tế trọng điểm phía Nam.
Tiền Giang có khu vực giáp Biển Đông thuộc huyện Gò Công Đông và huyện Tân Phú Đông với bờ biển dài 32 km nằm kẹp giữa các cửa sông lớn là Xoài Rạp và cửa Tiểu, cửa Đại thuộc hệ thống sông Tiền. Vị trí này rất thuận lợi cho nuôi trồng và đánh bắt thủy hải sản. Thủy sản nước lợ gồm con giống và con non sinh sản và di chuyển vào sâu trong bờ, trữ lượng hàng năm ước tính về tôm, cua, cá, sò, nghêu,... tại các vùng cửa sông là 156.000 tấn. Hải sản, tiềm năng hải sản khá dồi dào với trữ lượng hàng năm về sinh vật nổi lên đến 12.000 triệu tấn thực vật phiêu sinh, 5,96 triệu tấn động vật phiêu sinh, 4,7 triệu tấn sinh vật đáy và hơn 1 triệu tấn cá.

### Điều kiện tự nhiên

#### Địa hình
Tỉnh Tiền Giang có địa hình bằng phẳng, với độ dốc nhỏ hơn 1% và cao trình biến thiên từ 0 mét đến 1,6 mét so với mặt nước biển, phổ biến từ 0,8 mét đến 1,1 mét. Nhìn chung, toàn vùng không có hướng dốc rõ ràng, tuy nhiên có những khu vực có tiểu địa hình thấp trũng hay gò cao hơn so với địa hình chung. Trên địa bàn còn có rất nhiều giồng cát biển hình cánh cung có cao trình phổ biến từ 0,9 - 1,1 mét nổi hẳn lên trên các đồng bằng xung quanh.

#### Thổ nhưỡng
Đất đai của tỉnh phần lớn là nhóm đất phù sa trung tính, ít chua dọc sông Tiền chiếm khoảng 53% diện tích toàn tỉnh, thuận lợi nguồn nước ngọt, từ lâu đã được đưa vào khai thác sử dụng, hình thành vùng lúa năng suất cao và vườn cây ăn trái chuyên canh của tỉnh; còn lại 19,4% là nhóm đất phèn và 14,6% là nhóm đất phù sa nhiễm mặn,...

#### Khí hậu
Tiền Giang mang tính chất nội chí tuyến - cận xích đạo và khí hậu nhiệt đới gió mùa nên nhiệt độ bình quân cao và nóng quanh năm. Nhiệt độ bình quân trong năm là 27oC - 27,9oC. Với 2 mùa rõ rệch là mùa mưa và mùa khô. Mùa khô từ tháng 12 năm trước đến tháng 4 năm sau, lượng mưa trung bình 1.210 - 1.424 mm/năm và phân bố ít dần từ bắc xuống nam, mùa mưa từ tháng 5 đến tháng 11.

#### Khoáng sản
Tiền Giang là tỉnh có nhiều trữ lượng về khoáng sản, các khoáng sản chủ yếu là than bùn, sét, trữ lượng cát trên sông, và trữ lượng nước ngầm,...Trong đó, các mỏ than bùn bị phủ một lớp sét, mùn thực vật dày 0-0,7 mét, trung bình là 0,3 mét. Mỏ sét Tân Lập có nguồn gốc trầm tích hỗn hợp sông biển, tuổi Holocen, có lớp phủ dày 0,2 - 3 mét, phân bố trên diện tích 2 – 3 km2 với chiều dày 15 - 20m. Trữ lượng tương đương 6 triệu m3. Các mỏ cát được xác định, phân lớp tập trung tại địa bàn các huyện Cái Bè, Cai Lậy, Châu Thành với 9 thân cát có trữ lượng lớn với chiều dài 2 – 17 km, rộng 300 - 800m, dày 2,5-6,9 mét, có chất lượng đáp ứng nhu cầu vật liệu san lấp. Nước dưới đất trên phạm vi tỉnh có 3 tầng chứa nước có triển vọng, có độ giàu nước từ lớn đến trung bình, có chất lượng tốt, đủ điều kiện khai thác với quy mô lớn và vừa gồm các phân vị Pliocen trên, Pliocen dưới và Miocen.

#### Thủy văn

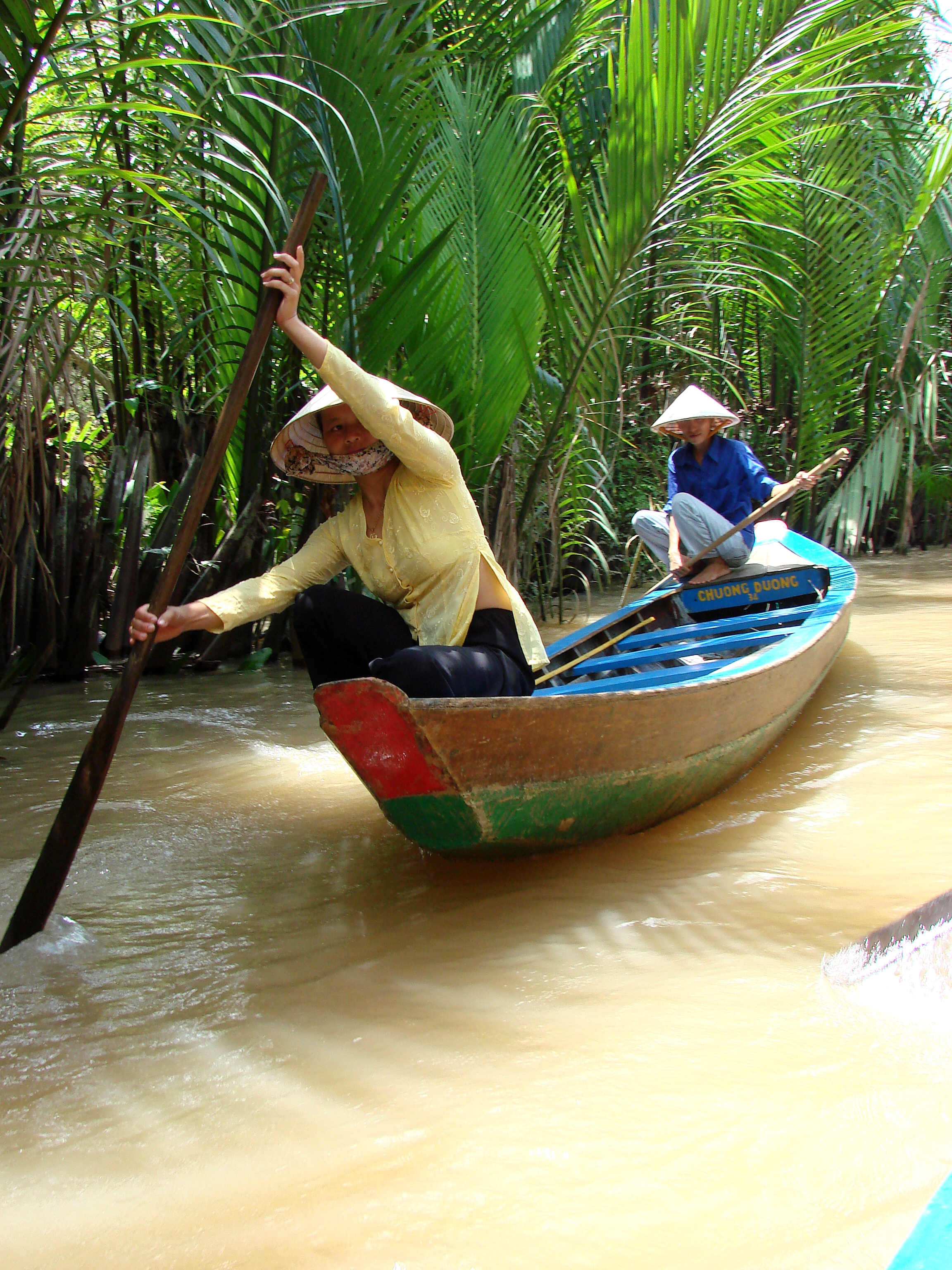
Người phụ nữ chèo xuồng trên sông ở Mỹ Tho

Tiền Giang có mạng lưới sông, rạch chằng chịt, bờ biển dài thuận lợi cho việc giao lưu trao đổi hàng hoá với các khu vực lân cận đồng thời là môi trường cho việc nuôi trồng và đánh bắt thủy hải sản. Trong đó, sông Tiền là nguồn cung cấp nước ngọt chính, chảy 115 km ngang qua lãnh thổ Tiền Giang. Sông Vàm Cỏ Tây là một sông không có nguồn, lượng dòng chảy trên sông chủ yếu là từ sông Tiền chuyển qua, là nơi nhận nước tiêu lũ từ Đồng Tháp Mười thoát ra và là một tuyến xâm nhập mặn chính từ biển vào. Hầu hết sông, rạch trên địa bàn tỉnh chịu ảnh hưởng chế độ bán nhật triều không đều. Đặc biệt vùng cửa sông có hoạt động thủy triều rất mạnh, biên độ triều tại các cửa sông từ 3,5 - 3,6m, tốc độ truyền triều 30 km/h, tốc độ độ chảy ngược trung bình 0,8 - 0,9 m/s, lớn nhất lên đến 1,2 m/s và tốc độ chảy xuôi đến 1,5 - 1,8 m/s.

#### Rừng
Tính đến ngày 31 tháng 12 năm 2021, tổng diện tích đất có rừng 2.426,8 ha; tỷ lệ che phủ rừng là 0,9%. Đất rừng thuộc địa bàn các huyện: Gò Công Đông (518,6 ha), Tân Phú Đông (846,8 ha), Tân Phước (1.061,4 ha). Diện tích rừng trồng lại là 2.363,5 ha.

#### Danh sách cù lao trên sông của Tiền Giang
Từ tây sang đông, hướng thượng lưu chảy xuống hạ lưu sông Tiền có các cù lao:
- Cù lao Tân Phong
- Cù lao Ngũ Hiệp
- Cồn Tròn
- Cồn Long Đức
- Cù lao Thới Sơn
- Cù lao Tân Long
- Cù lao Lợi Quan
- Cù lao Tân Thạnh
- Cồn Thới Trung (chưa phân định với Bến Tre)
- và một số cù lao nhỏ khác.

#### Danh sách cù lao ven biển của Tiền Giang
- Cồn Ông Mão
- Cồn Vạn Liễu
- Cồn Vượt
- Cồn Ngang
- Cồn Cống

Nhiều cù lao ven biển đã trở thành bãi bồi.

## Hành chính
Tiền Giang có 11 đơn vị hành chính gồm 2 thành phố, 1 thị xã và 8 huyện với 164 đơn vị hành chính cấp xã, bao gồm 8 thị trấn, 21 phường và 135 xã.
| Diện tích (km²)                | 81,54          | 101,69         | 140,19          | 420,90            | 295,00            | 232,59            | 229,43            | 267,68            | 180,17            | 222,11 | 333,22            |
| Dân số (người)                 | 228.109        | 151.937        | 143.057         | 291.627           | 242.757           | 386.342           | 186.803           | 142.797           | 131.252           | 42.926 | 57.561            |
| Mật độ dân số (người/km²)      | 2.798          | 1.494          | 1.020           | 693               | 823               | 1.665             | 814               | 533               | 728               | 193    | 173               |
| Số đơn vị hành chính           | 8 phường, 6 xã | 7 phường, 3 xã | 6 phường, 10 xã | 1 thị trấn, 24 xã | 1 thị trấn, 15 xã | 1 thị trấn, 19 xã | 1 thị trấn, 18 xã | 2 thị trấn, 11 xã | 1 thị trấn, 12 xã | 6 xã   | 1 thị trấn, 11 xã |
| Năm thành lập                  | 1967           | 2024           | 2013            | 1912              | 1904              | 1912              | 1912              | 1979              | 1979              | 2008   | 1994              |
| Loại đô thị                    | I              | III            | III             | V                 | V                 | V                 | V                 | V                 | V                 |        | V                 |
| Nguồn: Website tỉnh Tiền Giang |                |                |                 |                   |                   |                   |                   |                   |                   |        |                   |

## Lịch sử
Phần lớn diện tích của tỉnh thuộc địa bàn tỉnh Mỹ Tho cũ. Tuy nhiên, cũng có thời kỳ toàn bộ diện tích tỉnh Tiền Giang ngày nay đều thuộc tỉnh Mỹ Tho, bao gồm cả vùng Gò Công. Tên gọi cũ của tỉnh trước năm 1976 là Định Tường.

### Tỉnh Định Tường thời Nhà Nguyễn

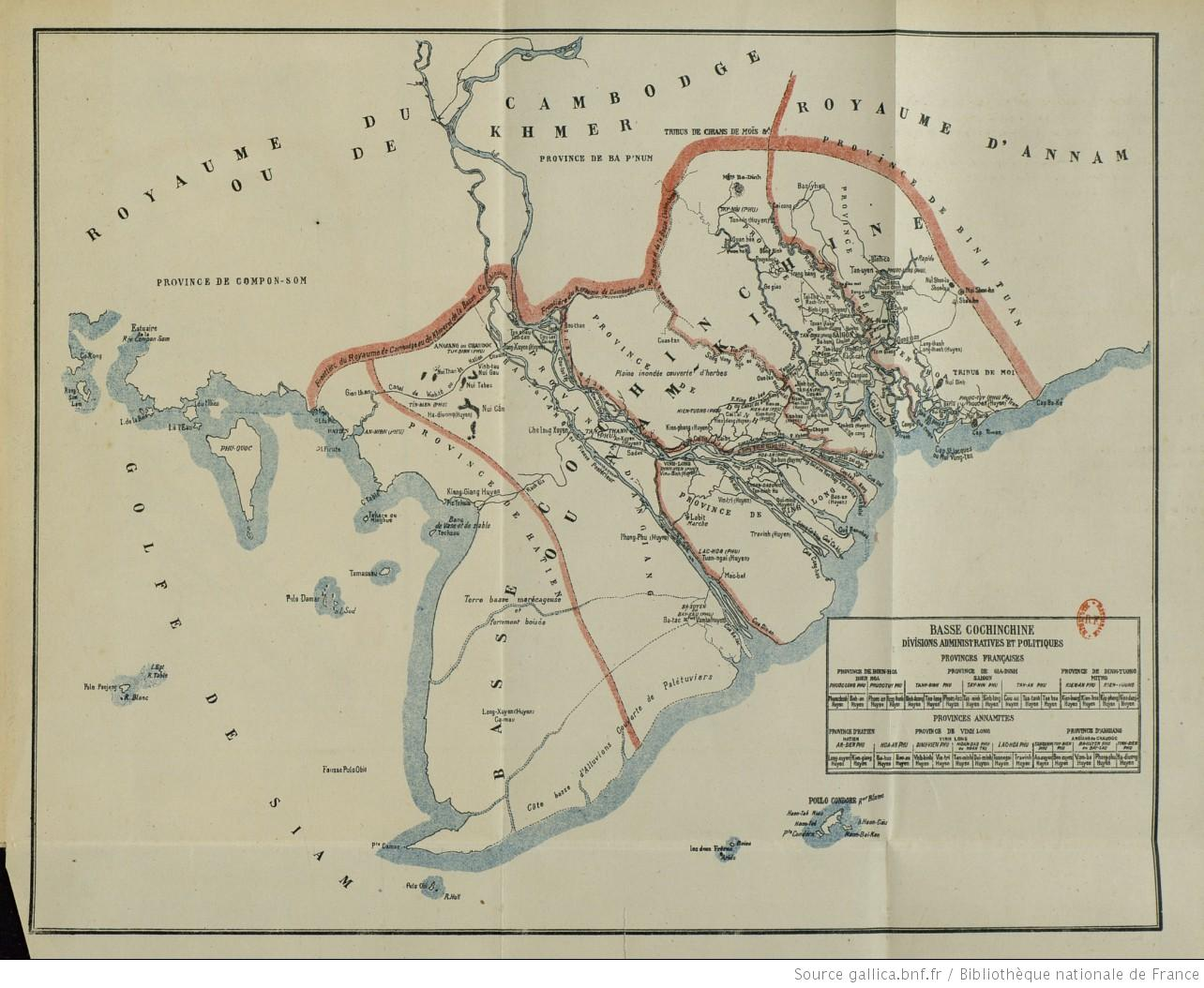
Định Tường trong bản đồ Nam Kỳ Lục tỉnh (Basse Cochinchine).

Năm Gia Long thứ 5 (1806), Nhà Nguyễn đổi tên huyện Kiến Khang thành huyện Kiến An thuộc trấn Định Tường, đến năm 1808 thăng huyện Kiến An thành phủ Kiến An với 3 huyện mới (trước là tổng) là: Kiến Hưng, Kiến Hòa, Kiến Đăng.
Tỉnh Định Tường (chữ Hán: 定祥(省)) được thành lập năm Minh Mạng thứ 13 (1832) và là một trong 6 tỉnh của Nam Kỳ (Nam Kỳ lục tỉnh). Lập thêm huyện Tân Hòa thuộc phủ Kiến An, tách từ đất huyện Kiến Hòa.
Năm 1833, tỉnh thành Định Tường (nay là thành phố Mỹ Tho tỉnh Tiền Giang) thất thủ vào tay Lê Văn Khôi, Nhà Nguyễn phải điều binh đánh dẹp và lấy lại được thành.
Năm Minh Mạng 19 (1838), Lập một phủ mới mang tên Kiến Tường, trích huyện Kiến Đăng thành 2 huyện Kiến Đăng và Kiến Phong cho vào phủ Kiến Tường.
Năm Thiệu Trị thứ 1 (1841), Thiệu Trị cắt huyện Tân Hòa từ phủ Kiến An, nhập sang tỉnh Gia Định.
Thời vua Tự Đức (1847-1862), tỉnh Định Tường gồm 2 phủ với 4 huyện: Kiến Hưng, Kiến Hòa (phủ Kiến An), Kiến Đăng, Kiến Phong (phủ Kiến Tường). Tỉnh thành Định Tường ban đầu là đồn Trấn Định ở thôn Tân Lý Tây giồng Kiên Định huyện Kiến Khang (tức thôn Tân Hiệp huyện Kiến Hưng, đến thời Gia Long thì chuyển đến thôn Mỹ Chánh huyện Kiến Hòa, năm Minh Mạng thứ 7, rời về địa phận 2 thôn Điều Hòa và Bình Biên huyện Kiến Hưng.
Phủ Kiến An: lỵ sở nằm ở vị trí là đồn Trấn Định cũ tại thôn Tân Hiệp huyện Kiến Hưng, dựng năm 1833. 
- Huyện Kiến Hưng nguyên là tổng cùng tên sau được nâng thành huyện, gồm 5 tổng với 75 thôn, phía Đông giáp huyện Kiến Hòa, phía Tây giáp huyện Kiến Đăng, phía Nam giáp huyên Bảo Hựu tỉnh Vĩnh Long Nhà Nguyễn, phía Bắc giáp 2 huyện Cửu An (phủ Tân An) và Quang Hóa (phủ Tây Ninh) tỉnh Gia Định Nhà Nguyễn[16]. Đất huyện Kiến Hưng nay có thể là các phần phía Tây và trung tâm của 2 tỉnh Tiền Giang (thành phố Mỹ Tho,...) và Bến Tre, phía Bắc giáp với thành phố Tân An tỉnh Long An (vùng đất huyện Cửu An phủ Tân An tỉnh Gia Định xưa). Huyện Kiến Hưng, năm 1863, có 5 tổng: Hưng Trị (có 19 thôn), Hưng Bình (có 16 thôn), Hưng Nhơn (có 13 thôn), Hưng Nhượng (có 14 thôn).[17] Trương Vĩnh Ký nói về hành chính Nam Kỳ Lục tỉnh thì có chép: "Huyện Kiến Hưng, (giồng Trấn-định)." (tức là vị trí (lỵ sở) huyện này khoảng giồng (tức cù lao) Trấn Định).[18]
- Huyện Kiến Hòa (trước là tổng Kiến Hòa), ban đầu gồm 9 tổng (sau tách 4 tổng để lập huyện Tân Hòa) còn lại 5 tổng với 82 thôn, phía Tây giáp huyện Kiến Hưng, phía Nam giáp huyện Bảo Hựu của Vĩnh Long, phía Bắc giáp 2 huyện Tân Thịnh và Tân Hòa của phủ Hòa Thịnh tỉnh Gia Định (Tân Thịnh, Tân Hòa từng thuộc Định Tường), phía Đông giáp Biển Đông[16]. Đất huyện Kiến Hòa nay có thể là phần đất phía Đông ven biển của 2 tỉnh Tiền Giang (các huyện thị Gò Công, Gò Công Đông, Gò Công Tây,...) và Bến Tre (huyện Bình Đại,...). Huyện Kiến Hòa đặt tại thôn Tân Hoá (Chợ Gạo), năm 1863, có 5 tổng: Thạnh Phong (có 17 thôn), Thạnh Quơn (có 15 thôn), Hòa Hảo (có 13 thôn), Hòa Quới (có 20 thôn), Hòa Thinh (có 19 thôn). Trương Vĩnh Ký về Basse-Cochinchine thì có chép: "Huyện Kiến Hòa, (Chợ-gạo)." (tức là vị trí (lỵ sở) huyện này khoảng Chợ Gạo).[18]

Phủ Kiến Tường: lỵ sở ở thôn Mỹ Trà (Cao Lãnh) huyện Kiến Phong từ năm 1838.
- Huyện Kiến Phong tách từ huyện Kiến Đăng ra, gồm 4 tổng với 36 thôn, phía Tây giáp phủ Ba Nam (Ba Phnom) của nước Cao Miên, phía Nam giáp 2 tỉnh An Giang Nhà Nguyễn và Vĩnh Long Nhà Nguyễn, phía Bắc giáp huyện Kiến Hưng, phía Đông giáp huyện Kiến Đăng[16]. Đất huyện Kiến Phong nay là phần phía Bắc tỉnh Đồng Tháp (Hồng Ngự, Tân Hồng,...), theo bản đồ hiện đại thì phía Bắc giáp tỉnh Prey Veng Campuchia (tức vùng đất phủ Ba Nam xưa), phía Tây và Tây Nam giáp phần đất tỉnh An Giang xưa (nay là tỉnh An Giang). Huyện Kiến Phong đặt tại thôn Mỹ Trà (có thời gian rời tạm ra thôn Mỹ Luông (nay thuộc An Giang)), năm 1863, có 4 tổng: Phong Hòa (có 9 thôn), Phong Phú (có 9 thôn), Phong Thạnh (có 12 thôn), Phong Nẫm (có 8 thôn). Trương Vĩnh Ký chép: "Huyện Kiến Phong, (Cái-bè)." (tức là vị trí (lỵ sở) huyện này khoảng Cái Bè).
- Huyện Kiến Đăng (trước là tổng Kiến Đăng), gồm 5 tổng với 51 thôn, phía Tây giáp huyện Kiến Phong, phía Nam giáp huyện Bảo Hựu tỉnh Vĩnh Long, phía Bắc giáp rừng chằm (rừng tràm nguyên sinh rậm rạp), phía Đông giáp huyện Kiến Hưng[16]. Đất huyện Kiến Đăng nay là phần phía Nam tỉnh Đồng Tháp (Cao Lãnh, Tháp Mười,...) và phía Đông tỉnh Tiền Giang (Cai Lậy,...), phía Bắc là huyện Tháp Mười tỉnh Đồng Tháp (vùng "rừng chằm" theo Đại Nam nhất thống chí). Huyện Kiến Đăng đặt tại Cai Lậy (có thời gian rời tạm ra Cái Bè), năm 1863, có 5 tổng: Lợi Trinh (có 11 thôn), Lợi Trường (có 11 thôn), Lợi Mỹ (có 11 thôn), Lợi Thuận (có 13 thôn), Lợi Thạnh. Trương Vĩnh Ký chép: "Huyện Kiến Đăng, (Cai-lậy)." (tức là vị trí (lỵ sở) huyện này khoảng Cai Lậy).

Theo thống kê đầy đủ, trước khi thực dân Pháp xâm lược nước ta, tỉnh Định Tường có tỉnh lỵ đặt tại Mỹ Tho, gồm 2 phủ trực thuộc như sau:
- Phủ Kiến An: phủ lỵ đặt ở Mỹ Tho. 
  - Huyện Kiến Hưng: huyện lỵ đặt ở thôn Tân Hiệp, gồm 5 tổng: Hưng Long (16 thôn), Hưng Bình (16 thôn), Hưng Nhượng (14 thôn), Hưng Trị (19 thôn), Hưng Nhơn (13 thôn). Có các chợ: Mỹ Tho, Bình Tạo, Điều Hòa, Trung Lương, Vĩnh Kim Đông, Thuộc Nhiêu, Tân Dinh, Phú Mỹ, Bàu Xiêm, Kiến An
  - Huyện Kiến Hòa: huyện lỵ ở thôn Tân Hòa, gồm 5 tổng: Hòa Qưới (20 thôn), Hòa Thinh (19 thôn), Hòa Hảo (13 thôn), Thạnh Phong (17 thôn), Thạnh Qươn (15 thôn)
- Phủ Kiến Tường: phủ lỵ đặt ở thôn Mỹ Trà (Cao Lãnh).
  - Huyện Kiến Phong: huyện lỵ ở thôn Mỹ Trà (Cao Lãnh), nay tạm đặt ở Mỹ Luông, gồm 4 tổng: Phong Thạnh (12 thôn), Phong Nẫm (8 thôn), Phong Phú (9 thôn), Phong Hòa (9 thôn). Có các chợ: Mỹ Luông, Trà Luộc, Cao Lãnh, Hiệp Ân
  - Huyện Kiến Đăng: huyện lỵ ở Cai Lậy, nay tạm đặt ở Cái Bè, gồm 5 tổng: Lợi Trinh (11 thôn), Lợi Trường (11 thôn), Lợi Thuận (13 thôn), Lợi Thạnh (11 thôn), Lợi Mỹ (11 thôn). Có các chợ: Cái Bè, Ca Công, Cai Lậy, Hội Sơn, Cái Lá, Kim Sơn, Trà Luộc.

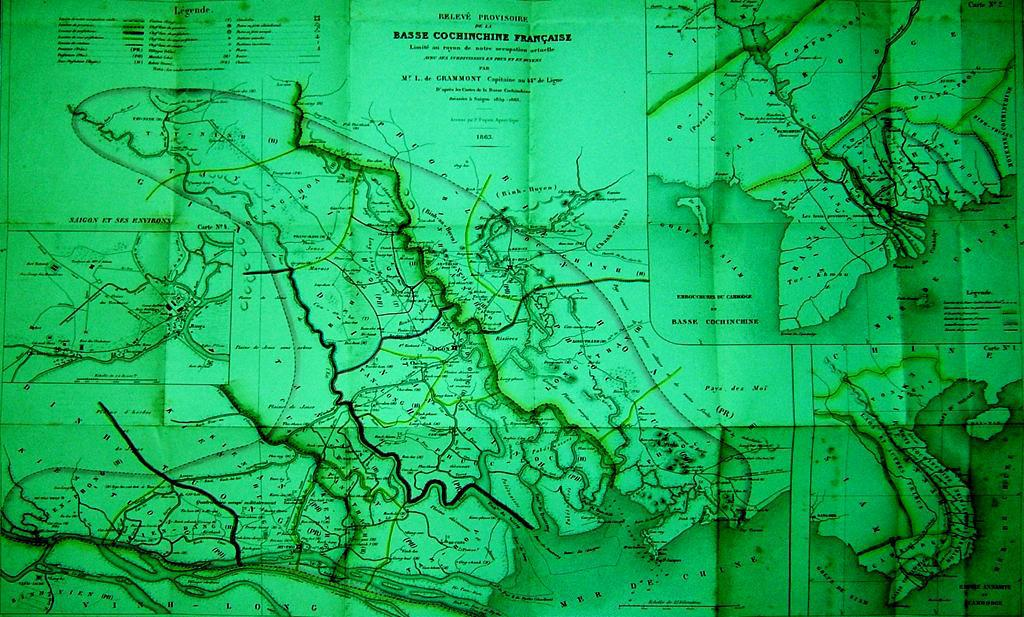
Bản đồ các tỉnh Gia Định, Định Tường và Biên Hòa trong bản đồ hành chính Cochin Chine khu vực thuộc Pháp kiểm soát năm 1863 (Basse Cochinchine Francaise) và trước đó là Nam Kỳ Lục tỉnh năm 1859 (Basse Cochinchine). (Henri Rieunier (1833-1918) vẽ năm 1863)

### Thời Pháp thuộc
Năm 1859, Pháp xâm chiếm thành Gia Định. Năm 1861, Pháp đánh chiếm Gia Định, Biên Hòa, Định Tường, Vĩnh Long. Thời Pháp thuộc (1862-1945), theo Hiệp ước Nhâm Tuất năm 1862, Định Tường cùng với Biên Hòa và Gia Định bị cắt nhượng cho Pháp đô hộ. Năm 1863, thực dân Pháp đặt viên chức cai trị, song vẫn giữ phân ranh hành chính cũ của tỉnh Định Tường.
Năm 1869, sau 2 năm chiếm nốt 3 tỉnh miền Tây (gồm Vĩnh Long, An Giang và Hà Tiên), Pháp còn giữ 6 tỉnh nhưng chia cắt lại các phủ huyện lệ thuộc. Như tỉnh Định Tường đổi là tỉnh Mỹ Tho và coi 4 hạt (inspection): Mỹ Tho (huyện Kiến Hưng cũ), Chợ Gạo (huyện Kiến Hòa cũ), Bến Tre (phủ Hoằng Trị trực thuộc tỉnh Vĩnh Long cũ), Cai Lậy (huyện Kiến Đăng cũ). Còn hạt Cần Lố (huyện Kiến Phong cũ) thì lại chuyển sang cho tỉnh Vĩnh Long cai quản.
Từ năm 1872, thực dân Pháp bỏ hẳn cả hệ thống hành chính lục tỉnh và phủ huyện cũ. Nam Kỳ được chia thành 18 hạt và 2 thành phố (Sài Gòn, Chợ Lớn). Địa bàn tỉnh Định Tường chia ra cho 5 hạt: toàn hạt Mỹ Tho (nằm trên 3 huyện Kiến Hưng, Kiến Hòa, Kiến Đăng cũ), một nửa Đồng Tháp Mười cho hạt Tân An (lấy đất tổng Hưng Long của huyện Kiến Hưng cũ), nửa còn lại (huyện Kiến Phong cũ) chia nhau cho 3 hạt Châu Đốc, Long Xuyên và Sa Đéc. Từ ngày 5 tháng 1 năm 1876, các hạt Thanh tra được thay bằng hạt Tham biện. Năm 1876, tỉnh Định Tường chính thức bị Pháp giải thể:
- Hạt Mỹ Tho: gồm 3 huyện Kiến Hưng, Kiến Hòa, Kiến Đăng cũ. Hạt lỵ đặt tại Mỹ Tho (địa phận hai làng Điều Hòa và Bình Tạo);
- Hạt Châu Đốc: lấy phần đất 3 làng An Bình, An Long và Tân Thạnh thuộc tổng Phong Thạnh, huyện Kiến Phong. Phần đất này nằm ở phía tây bắc Đồng Tháp Mười, sau gọi là tổng An Phước thuộc hạt Châu Đốc.
- Hạt Long Xuyên: lấy địa phận các làng Tân Phú, Tân Thạnh của tổng Phong Thạnh, huyện Kiến Phong để lập tổng mới gọi là tổng Phong Thạnh Thượng thuộc hạt Long Xuyên.
- Hạt Sa Đéc: lấy địa phận các làng Mỹ Ngãi, Mỹ Trà, Nhị Mỹ, Phong Mỹ (trước đây thuộc tổng Phong Thạnh, huyện Kiến Phong) để lập tổng mới cũng lấy tên là tổng Phong Thạnh. Lại lấy địa phận các làng Mỹ Long, Bình Hàng Tây (nguyên thuộc tổng Phong Phú, huyện Kiến Phong) để lập tổg mới gọi là tổng Phong Nẫm. Hai tổng Phong Thạnh (mới) và Phong Nẫm đều thuộc về hạt Sa Đéc.
- Hạt Tân An: lấy địa phận tổng Hưng Long thuộc huyện Kiến Hưng để lập hai tổng mới là Hưng Long và Mộc Hóa. Tổng Mộc Hóa gồm cả vùng rộng lớn nằm hai bên sông Vàm Cỏ Tây, hữu ngạn là địa phận tổng Hưng Long cũ, tả ngạn là địa phận tổng Mộc Hóa nguyên thuộc huyện Quang Hóa, tỉnh Gia Định. Hai tổng mới Hưng Long và Mộc Hóa đều thuộc về hạt Tân An.

Theo Nghị định của Toàn quyền Đông Dương vào ngày 20 tháng 12 năm 1899 thì kể từ ngày 1 tháng 1 năm 1900, đổi tất cả các hạt ở Nam Kỳ thành tỉnh. Địa bàn tỉnh Định Tường cũ chia ra thành 5 tỉnh giống như thời kỳ trước đây: tỉnh Mỹ Tho, tỉnh Tân An, tỉnh Châu Đốc, tỉnh Long Xuyên và tỉnh Sa Đéc. Tình hình đó kéo dài cho đến năm 1956.

### Tỉnh Định Tường thời Việt Nam Cộng hòa
| Dân số tỉnh Định Tường 1967 | Dân số tỉnh Định Tường 1967 |
| Quận                        | Dân số                      |
| --------------------------- | --------------------------- |
| Bến Tranh                   | 65.301                      |
| Cái Bè                      | 86.161                      |
| Cai Lậy                     | 107.879                     |
| Châu Thành                  | 107.698                     |
| Chợ Gạo                     | 49.099                      |
| Giao Đức                    | 54.598                      |
| Long Định                   | 47.910                      |
| Tổng số                     | 518.646                     |

Tỉnh Định Tường được chính quyền Việt Nam Cộng hòa thành lập theo Sắc lệnh 143-NV ngày 22 tháng 10 năm 1956 của Tổng thống Ngô Đình Diệm để "thay đổi địa giới và tên Đô thành Sài Gòn – Chợ Lớn cùng các tỉnh và tỉnh lỵ tại Việt Nam". Địa giới và địa danh các tỉnh ở miền Nam thay đổi nhiều, một số tỉnh mới được thành lập. Theo Sắc lệnh này, địa phận Việt Nam Cộng Hoà gồm Đô thành Sài Gòn và 22 tỉnh. Lúc này, tỉnh Định Tường được thành lập trên phần đất tỉnh Mỹ Tho (trừ vùng nằm phía nam sông Tiền Giang là quận An Hóa thì đổi tên thành quận Bình Đại và nhập vào tỉnh Kiến Hòa) và tỉnh Gò Công cũ. Tỉnh lỵ tỉnh Định Tường đặt tại Mỹ Tho và vẫn giữ nguyên tên là "Mỹ Tho", về mặt hành chánh thuộc xã Điều Hòa, quận Châu Thành.
Định Tường là một trong 22 tỉnh của Nam Phần lúc đó. Tỉnh Định Tường bắc giáp tỉnh Kiến Tường, đông bắc giáp tỉnh Long An, đông giáp tỉnh Gò Công, tây nam và nam giáp hai tỉnh Vĩnh Long và Kiến Hòa, tây giáp tỉnh và Kiến Phong, tây nam giáp tỉnh Sa Đéc khi tỉnh này được tái lập. Ranh giới phía nam của tỉnh Định Tường là sông Tiền Giang (đoạn này còn gọi là sông Mỹ Tho). Định Tường có diện tích khoảng 1.900 km². Dân số năm 1965 là 514.146 người.
Ngày 24 tháng 4 năm 1957, chính quyền Việt Nam Cộng hòa ấn định các đơn vị hành chính trực thuộc tỉnh. Tỉnh Định Tường có tỉnh lỵ đặt tại Mỹ Tho, bao gồm 7 quận ban đầu: 
- Quận Bến Tranh gồm 2 tổng: Hưng Nhơn và Thạnh Qươn. Quận lỵ: xã Lương Hòa Lạc;
- Quận Cai Lậy gồm 3 tổng: Lợi Hòa, Lợi Trinh và Lợi Thuận. Quận lỵ: xã Thanh Hòa;
- Quận Cái Bè gồm 2 tổng: Phong Hòa và Phong Phú. Quận lỵ: xã Đông Hòa Hiệp;
- Quận Châu Thành gồm 2 tổng: Thuận Bình và Thuận Trị. Quận lỵ: xã Điều Hòa;
- Quận Chợ Gạo gồm 2 tổng: Hòa Hảo và Thạnh Phong. Quận lỵ: xã Bình Phan;
- Quận Gò Công gồm 2 tổng: Hòa Lạc Thượng và Hòa Lạc Hạ. Quận lỵ: xã Long Thuận;
- Quận Hòa Đồng gồm 3 tổng: Hòa Đồng Hạ, Hòa Đồng Trung và Hòa Đồng Thượng. Quận lỵ: xã Đồng Sơn.

Trong đó, các quận Bến Tranh, Cai Lậy, Cái Bè, Châu Thành và Chợ Gạo trước năm 1956 cùng thuộc tỉnh Mỹ Tho cũ. Riêng 2 quận Gò Công và Hòa Đồng lại thuộc tỉnh Gò Công cũ, đặc biệt quận Gò Công lúc bấy giờ chính là quận Châu Thành của tỉnh Gò Công trước đây.
Ngày 5 tháng 12 năm 1957, dời quận lỵ quận Bến Tranh từ xã Lương Hòa Lạc đến xã Tân Hiệp.
Ngày 8 tháng 11 năm 1960, quận Châu Thành đổi tên thành quận Long Định, đồng thời dời quận lỵ từ xã Điều Hòa tới xã Long Định. Ngày 9 tháng 8 năm 1961, tách đất quận Cái Bè lập quận mới Giáo Đức, quận lỵ tại xã An Hữu, gồm 2 tổng: Phong Phú với 5 xã; An Phú (mới lập) với 5 xã. Quận Cái Bè đổi tên thành quận Sùng Hiếu. Quận Cai Lậy đổi tên thành quận Khiêm Ích.
Ngày 20 tháng 12 năm 1963, chính quyền Việt Nam Cộng hòa tái lập tỉnh Gò Công, tỉnh lỵ đặt tại Gò Công, gồm 2 quận: Châu Thành (đổi tên từ quận Gò Công) và Hòa Đồng với 4 tổng, 31 xã. Phần đất còn lại tương ứng với tỉnh Mỹ Tho trước năm 1956, tuy nhiên Việt Nam Cộng hòa vẫn giữ tên gọi tỉnh Định Tường cho vùng đất này đến năm 1975.
Ngày 23 tháng 5 năm 1964 chia quận Long Định thành 2 quận: Châu Thành và Long Định. Quận Châu Thành, quận lỵ tại xã Trung An, có 2 tổng: tổng Thuận Trị với 6 xã; tổng Thuận Hòa (mới lập) với 6 xã. Quận Long Định, quận lỵ dời về xã Vĩnh Kim, có 2 tổng: tổng Thuận Bình với 7 xã; tổng Lợi Trường với 7 xã.
Ngày 10 tháng 11 năm 1964, đổi lại tên quận Sùng Hiếu thành quận Cái Bè, quận Khiếm Ích thành quận Cai Lậy như cũ. Sau năm 1965 các tổng giải thể, các xã trực thuộc các quận. Ngày 24 tháng 3 năm 1969, chính quyền Việt Nam Cộng hòa đổi tên quận Long Định (tỉnh Định Tường) thành quận Sầm Giang.
Ngày 30 tháng 9 năm 1970, Thủ tướng Việt Nam Cộng hòa ban hành Sắc lệnh số 114/SL-NV cải biến xã Điều Hòa thuộc quận Châu Thành thành thị xã Mỹ Tho, là thị xã tự trị trực thuộc chính quyền Trung ương Việt Nam Cộng hòa, đồng thời kiêm tỉnh lỵ tỉnh Định Tường. Từ đó cho đến năm 1975, thị xã Mỹ Tho, tỉnh Định Tường và tỉnh Gò Công là ba đơn vị hành chính cấp tỉnh ngang bằng nhau theo sự phân chia sắp xếp hành chính của Việt Nam Cộng hòa.
Ngày 12 tháng 7 năm 1974, lập quận mới Hậu Đức thuộc tỉnh Định Tường, quận lỵ tại Thiên Hộ, xã Hậu Mỹ trở thành một phần của quận Hậu Đức, do tách một phần đất của các quận Cái Bè, Giáo Đức, Cai Lậy cùng tỉnh Định Tường, quận Kiến Bình (tỉnh Kiến Tường) và của quận Mỹ An (tỉnh Kiến Phong). Các đơn vị hành chính của quận Hậu Mỹ chưa sắp xếp xong thì chính quyền Việt Nam Cộng hòa sụp đổ vào ngày 30 tháng 4 năm 1975.
Tuy nhiên chính quyền Mặt trận dân tộc giải phóng miền Nam Việt Nam (sau này là Chính phủ Cách mạng lâm thời Cộng hòa Miền Nam Việt Nam) và Việt Nam Dân chủ Cộng hòa không công nhận tỉnh Định Tường và vẫn giữ tên cũ là tỉnh Mỹ Tho.
Tháng 2 năm 1976, tỉnh Định Tường sáp nhập với tỉnh Gò Công và thị xã Mỹ Tho thành tỉnh Tiền Giang.

### Tỉnh Tiền Giang từ năm 1976 đến nay
Ngày 24 tháng 2 năm 1976, Chính phủ Việt Nam quyết định hợp nhất tỉnh Mỹ Tho, tỉnh Gò Công và thành phố Mỹ Tho để thành lập tỉnh mới có tên là tỉnh Tiền Giang (trừ huyện Bình Đại nằm ở phía nam sông Tiền đã nhập vào tỉnh Bến Tre từ trước). Tỉnh Tiền Giang gồm thành phố Mỹ Tho, thị xã Gò Công và 5 huyện: Cái Bè, Cai Lậy, Châu Thành, Chợ Gạo, Gò Công. Tỉnh lỵ là thành phố Mỹ Tho, được trung ương công nhận là đô thị loại 3 thuộc tỉnh Tiền Giang vào năm 1976.
Ngày 26 tháng 3 năm 1977, Hội đồng Chính phủ ban hành Quyết định số 77-CP về việc chuyển thị xã Gò Công thuộc tỉnh Tiền Giang thành thị trấn Gò Công thuộc huyện Gò Công cùng tỉnh.
Ngày 13 tháng 4 năm 1979, Hội đồng Chính phủ ban hành Quyết định số 155-CP về việc chia huyện Gò Công thuộc tỉnh Tiền Giang thành huyện Gò Công Đông và huyện Gò Công Tây.
Ngày 16 tháng 2 năm 1987, Hội đồng Bộ trưởng ban hành Quyết định số 37-HĐBT về việc thành lập thị xã Gò Công thuộc tỉnh Tiền Giang trên cơ sở một phần diện tích, dân số của huyện Gò Công Đông và huyện Gò Công Tây.
Trước năm 1994, tỉnh Tiền Giang có 8 đơn vị hành chính trực thuộc là: thành phố Mỹ Tho, thị xã Gò Công, huyện Cái Bè, huyện Cai Lậy, huyện Châu Thành, huyện Chợ Gạo, huyện Gò Công Đông, huyện Gò Công Tây.
Ngày 11 tháng 7 năm 1994, Chính phủ Việt Nam ban hành Nghị định số 68-CP về việc thành lập huyện Tân Phước thuộc tỉnh Tiền Giang trên cơ sở tách một phần diện tích và dân số của các huyện Cai Lậy và Châu Thành. Huyện Tân Phước có diện tích 32.991,44 hécta; nhân khẩu 42.031.
Ngày 7 tháng 10 năm 2005, Thủ tướng Chính phủ ban hành Quyết định số 248/2005/QĐ-TTg về việc công nhận thành phố Mỹ Tho thuộc tỉnh Tiền Giang là đô thị loại II.

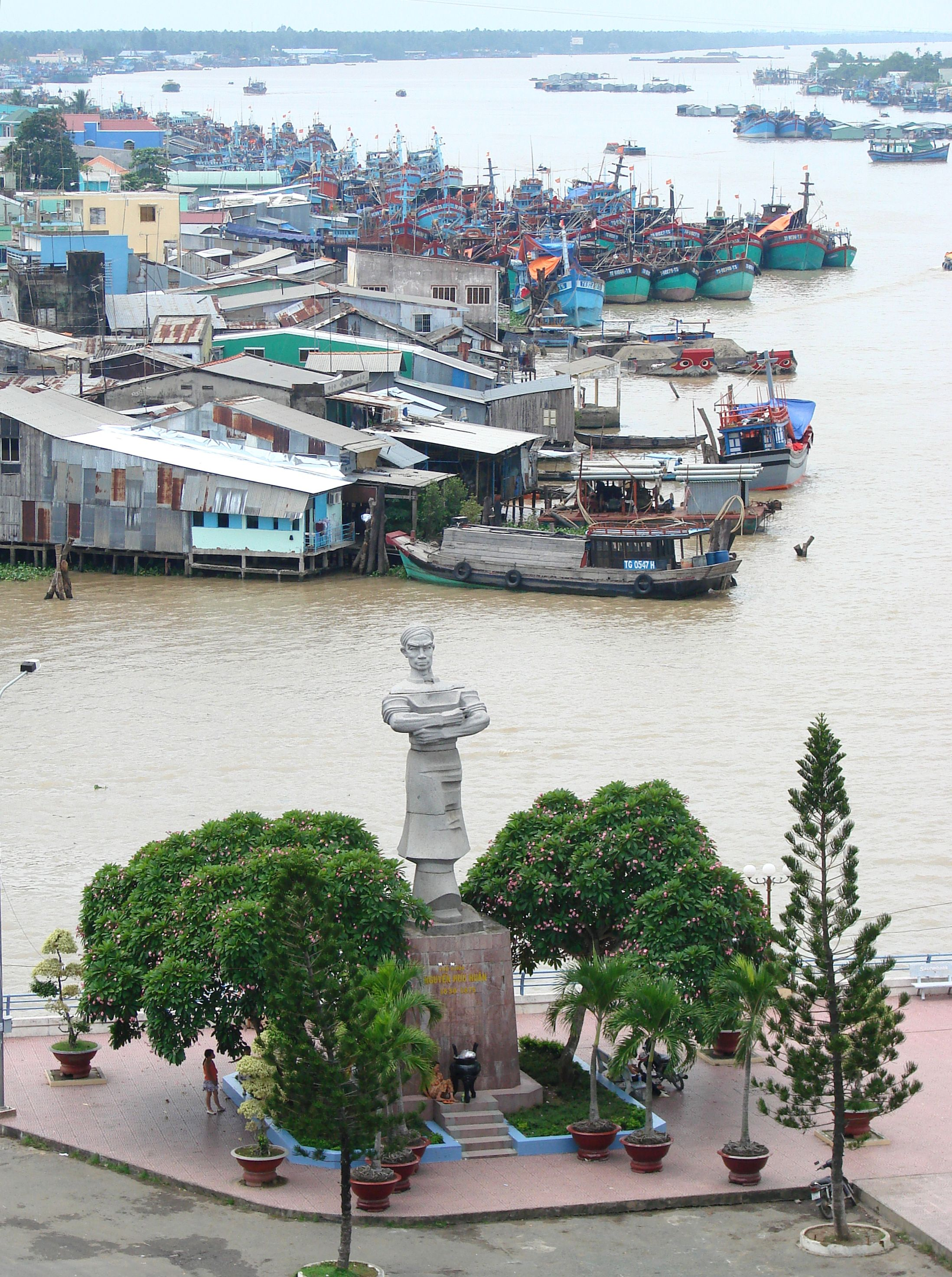
Tượng Nguyễn Hữu Huân ở thành phố Mỹ Tho

Ngày 21 tháng 1 năm 2008, Chính phủ Việt Nam ban hành Nghị định số 09/2008/NĐ-CP về việc điều chỉnh địa giới hành chính huyện Gò Công Đông và Gò Công Tây để mở rộng thị xã Gò Công và thành lập huyện Tân Phú Đông, tỉnh Tiền Giang. Theo đó, thành lập huyện Tân Phú Đông thuộc tỉnh Tiền Giang trên cơ sở điều chỉnh 8.632,88 ha diện tích tự nhiên và 33.296 nhân khẩu của huyện Gò Công Tây; 11.575,43 ha diện tích tự nhiên và 9.630 nhân khẩu của huyện Gò Công Đông.
Ngày 29 tháng 6 năm 2009, Chính phủ Việt Nam ban hành Nghị quyết số 28/NQ-CP về việc điều chỉnh địa giới hành chính huyện Châu Thành, huyện Chợ Gạo để mở rộng địa giới hành chính thành phố Mỹ Tho; điều chỉnh địa giới hành chính xã, thành lập xã thuộc thành phố Mỹ Tho, huyện Châu Thành, huyện Chợ Gạo, tỉnh Tiền Giang.
Ngày 26 tháng 12 năm 2013, Chính phủ Việt Nam ban hành Nghị quyết số 130/NQ-CP về việc điều chỉnh địa giới hành chính huyện Cai Lậy để thành lập thị xã Cai Lậy và huyện Cai Lậy còn lại; thành lập các phường thuộc thị xã Cai Lậy, tỉnh Tiền Giang.
Ngày 5 tháng 2 năm 2016, Thủ tướng Chính phủ ban hành Quyết định số 242/QĐ-TTg về việc công nhận thành phố Mỹ Tho là đô thị loại I trực thuộc tỉnh Tiền Giang.
Ngày 19 tháng 3 năm 2024, Ủy ban Thường vụ Quốc hội ban hành Nghị quyết số 1013/NQ-UBTVQH15 về việc sắp xếp, thành lập các phường thuộc thị xã Gò Công và thành lập thành phố Gò Công (nghị quyết có hiệu lực từ ngày 1 tháng 5 năm 2024). Theo đó, thành lập thành phố Gò Công thuộc tỉnh Tiền Giang trên cơ sở toàn bộ diện tích tự nhiên và dân số của thị xã Gò Công.
Tỉnh Tiền Giang có 2 thành phố, 1 thị xã và 8 huyện như hiện nay.
Ngày 12 tháng 6 năm 2025, Quốc hội ban hành Nghị quyết số 202/2025/QH15 về việc sắp xếp đơn vị hành chính cấp tỉnh (nghị quyết có hiệu lực từ ngày 12 tháng 6 năm 2025). Theo đó, sáp nhập tỉnh Tiền Giang vào tỉnh Đồng Tháp.

## Kinh tế
Trong 6 tháng đầu năm 2012, Tổng sản phẩm trên địa bàn ước tính đạt 8.232 tỷ đồng, tăng 9,3% so với cùng kỳ năm 2011. Tốc độ tăng trưởng kinh tế có chậm lại so với 2 năm trước liền kề.

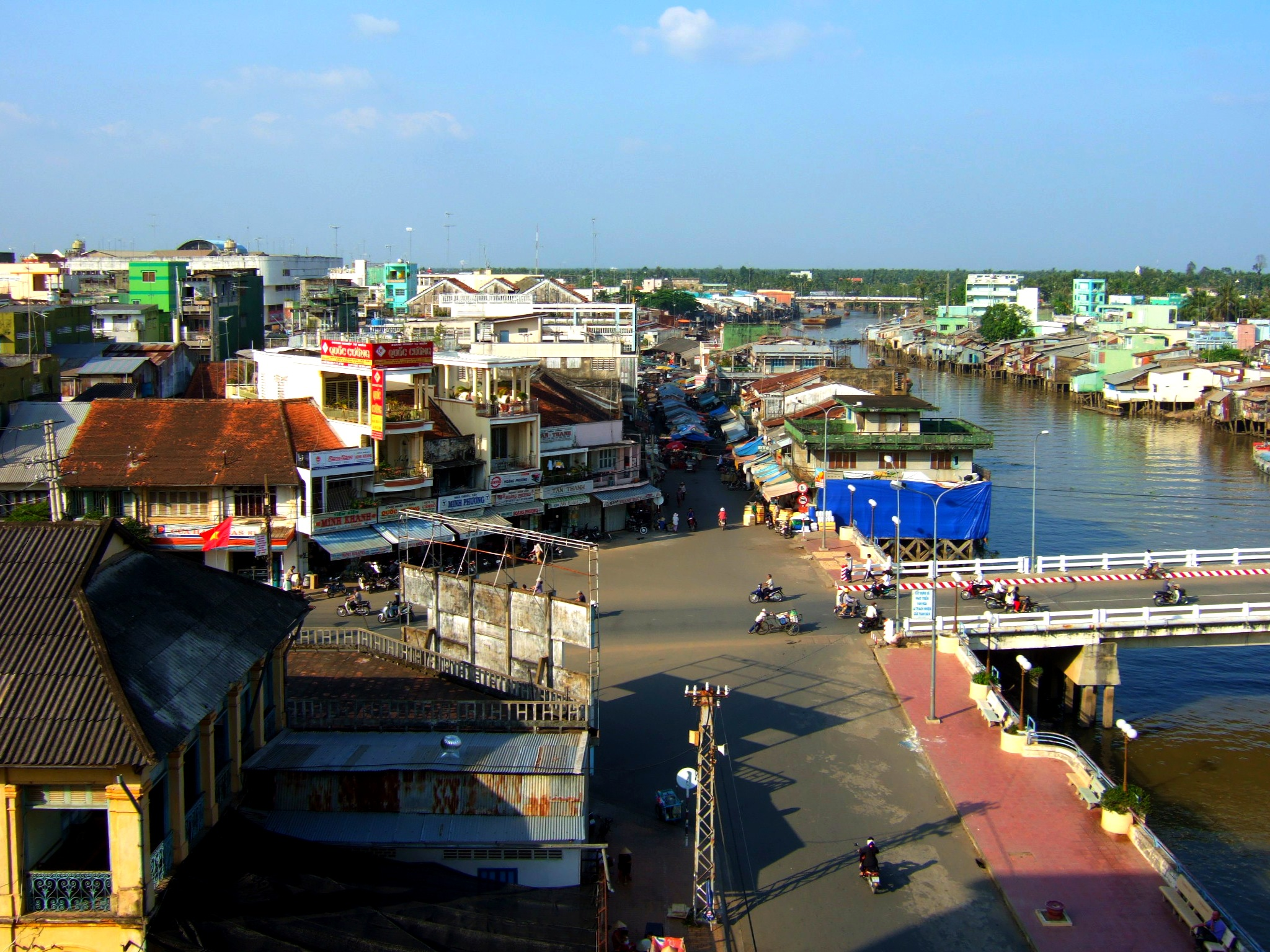
Cầu Quay, Thành phố Mỹ Tho.

So với 6 tháng đầu năm 2011, Khu vực nông lâm nghiệp và thủy sản tăng trưởng 5,6%, trong đó nông nghiệp tăng 6,2%. Khu vực công nghiệp - xây dựng tăng trưởng 13,1%, tăng cao hơn 6 tháng đầu năm 2011 là 0,9%, trong đó công nghiệp tăng 18,1%. Khu vực dịch vụ tăng trưởng 10,4%, tăng thấp hơn 6 tháng đầu năm 2011 là 0,8%. Cơ cấu kinh tế của tỉnh chuyển dịch chậm, tăng tỷ trọng công nghiệp, xây dựng, dịch vụ và tỷ trọng nông nghiệp giảm. Khu vực nông lâm thủy sản chiếm 47,2%, khu vực công nghiệp - xây dựng chiếm 26,3%, khu vực dịch vụ chiếm 26,5%.
Trong 6 tháng đầu năm 2012, tổng thu ngân sách đạt 4.126 tỷ đồng, tăng 9,6% so cùng kỳ. Tính đến ngày 11 tháng 6 năm 2012, tổng nguồn vốn huy động trên địa bàn đạt 19.546 tỷ đồng, tăng 2.301 tỷ đồng so đầu năm và tăng 21,7% so cùng kỳ. Dư nợ cho vay là 16.039 tỷ đồng giảm 37 tỷ so đầu năm và tăng 6,1% so cùng kỳ, trong đó dư nợ ngắn hạn đạt 11.552 tỷ đồng, chiếm 72% trong tổng dư nợ cho vay. Nợ xấu 6 tháng qua có xu hướng tăng lên, tăng 421 tỷ đồng so đầu năm và chiếm 3,7% trong tổng dư nợ.
Uớc đạt trong 6 tháng đầu năm 2012, Vốn đầu tư toàn xã hội thực hiện 6.208,8 tỷ đồng, đạt 34,8% kế hoạch, bằng 98,9% so cùng kỳ. Vốn khu vực Nhà nước 953,6 tỷ đồng, chiếm 15,2% trong tổng vốn đầu tư, khu vực ngoài Nhà nước 4.660,6 tỷ đồng, tăng 9,5%, khu vực có vốn đầu tư trực tiếp nước ngoài là 594,6 tỷ đồng, bằng 60,1% so cùng kỳ. Vốn đầu tư từ Ngân sách nhà nước do địa phương quản lý thực hiện 742,9 tỷ đồng, trong đó vốn ngân sách trung ương 88,6 tỷ đồng, chiếm 11,9% tổng số, vốn ngân sách địa phương 731 tỷ đồng, chiếm 88,1%. Thu hút vốn đầu tư trực tiếp nước ngoài được 7 dự án đầu tư với tổng vốn đăng ký 152,6 triệu USD.
Sáu tháng đầu năm 2012, Tỉnh có 165 doanh nghiệp đăng ký thành lập với tổng vốn đăng ký là 393,9 tỷ đồng, giảm 27% về số doanh nghiệp và giảm 51,8% về lượng vốn đăng ký. Ngoài ra, còn có 90 doanh nghiệp đăng ký bổ sung vốn với tổng vốn bổ sung thêm là 1.495,2 tỷ đồng và 321 doanh nghiệp đăng ký bổ sung ngành nghề kinh doanh. Tính đến ngày 31 tháng 12 năm 2011, trên địa bàn tỉnh có 4.112 doanh nghiệp, trong đó có 2.793 doanh nghiệp đang hoạt động, 207 doanh nghiệp đã đăng ký nhưng chưa hoạt động, 159 doanh nghiệp ngừng sản xuất kinh doanh, doanh nghiệp chờ giải thể 121, doanh nghiệp không tìm thấy, không xác minh 166, doanh nghiệp thuộc đối tượng khác 666. Tổng số hợp tác xã hiện có trên địa bàn tỉnh là 104 hợp tác xã và 1 Liên hiệp hợp tác xã.

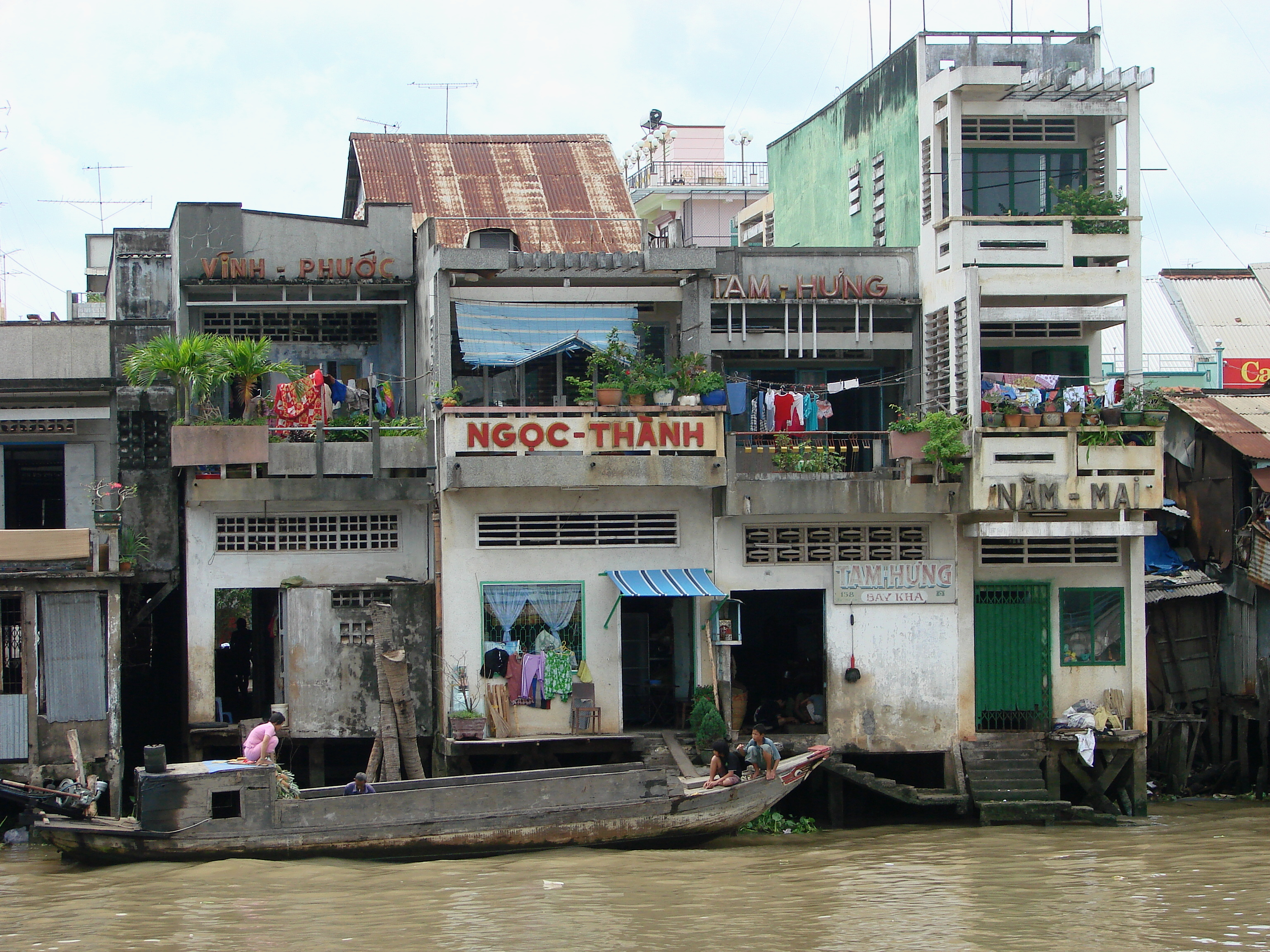
Dãy nhà dân sinh dọc theo bờ sông tại Mỹ Tho.

Trong sáu tháng đầu năm 2012, Tổng mức hàng hóa bán lẻ và doanh thu dịch vụ tiêu dùng xã hội thực hiện được 15.438 tỷ đồng, đạt 46,5% kế hoạch năm và tăng 16,7% so cùng kỳ. Xuất khẩu hàng hóa không được thuận lợi, kim ngạch xuất khẩu hàng hóa đạt 360 triệu USD, đạt 41,9% kế hoạch. Hàng thủy sản xuất 60.476,8 tấn tăng 13,4%, về trị giá tương đương 159,8 triệu USD tăng 7,2% so cùng kỳ. Hàng rau quả xuất 3.345 tấn giảm 30,3%, về trị giá đạt 3,7 triệu USD chỉ bằng 64,6% so cùng kỳ. Xuất khẩu Gạo đạt được 89.592 tấn bằng 63,8% so cùng kỳ, về trị giá đạt 41,4 triệu USD giảm 35,7% so cùng kỳ (giảm 22,9 triệu USD). Hàng dệt may xuất được 5.341,8 ngàn sản phẩm giảm 8,5% so cùng kỳ, về trị giá tương đương 57 triệu USD tăng 10,7% so cùng kỳ. Kim ngạch nhập khẩu hàng hóa đạt 125,3 triệu USD, đạt 36,9% kế hoạch và bằng 80,4% so cùng kỳ, gồm kinh tế nhà nước đạt 26,2 triệu USD, tăng 38%; kinh tế tư nhân đạt 40,2 triệu USD, bằng 58,8%, kinh tế có vốn đầu tư nước ngoài đạt 59 triệu USD, bằng 86% so cùng kỳ. Doanh thu vận tải đạt 655,4 tỷ đồng, tăng 28,5% so cùng kỳ, trong đó vận tải hàng hóa đạt 394,3 tỷ đồng, tăng 32,2%, vận tải hành khách đạt 239,3 tỷ đồng, tăng 23,3%. Tổng khối lượng hàng hóa vận chuyển đạt 5.805 nghìn tấn, tăng 17,8% so cùng kỳ, khối lượng hàng hóa luân chuyển đạt 552.206 nghìn tấn, tăng 24,6% so cùng kỳ. Doanh thu Bưu chính viễn thông đạt 538,2 tỷ đồng tăng 17,7% so 6 tháng đầu năm 2011. Chỉ số giá tiêu dùng tăng 1,33% so với tháng 12 năm 2011, bình quân 1 tháng tăng 0,22%.
Năm 2019, tăng trưởng kinh tế trên địa bàn tỉnh đạt 7,26%; khu vực nông, lâm, ngư nghiệp tăng 3,17%; khu vực công nghiệp và xây dựng tăng 12,19%; khu vực dịch vụ tăng 7,55%. Tổng vốn đầu tư toàn xã hội đạt 34.521 tỉ đồng, tăng 10,5%, đạt 100,1% so với kế hoạch đề ra. Tổng thu ngân sách đạt 11.260 tỉ đồng, đạt 121,01% so với kế hoạch. Tổng chi ngân sách đạt 16.508,4 tỉ đồng, đạt 145% so với kế hoạch, tăng 134,4% so với năm 2018.
Các khu công nghiệp trong tỉnh
- Khu công nghiệp Mỹ Tho (79,14 ha): TP Mỹ Tho
- Khu công nghiệp Tân Hương (197 ha): H.Châu Thành
- Khu công nghiệp Long Giang (600 ha): H.Tân Phứơc
- Khu công nghiệp Dầu khí Xoài Rạp (600 ha): H.Gò Công Đông
- Khu công nghiệp Bình Đông (1000 ha):TX Gò Công
- Dự án các khu công nghiệp tập trung giai đoạn 2010-2015 có quy mô lớn như: KCN Đông Nam Tân Phước, KCN Bình Xuân, KCN tập trung ở Bắc Gò Công, cụm công nghiệp Tam Hiệp (Châu Thành), Long Định, CCN Bình Phúở TT. Bình Phú Cai Lậy, CCN Hòa Khánh (Cái Bè), CCN Bắc Mỹ Thuận(Hòa Hưng -Cái Bè)... Và hơn 10 cụm công nghiệp có quy mô lớn như: CCN An Thạnh, CCN Tân Mỹ Chánh, CCN Bình Đức, CCN Bình Xuân,... phân bố rộng khắp tất cả thị thành trong tỉnh.

Mạng lưới viễn thông Tiền Giang đã được hiện đại hóa và triển khai đồng loạt trong toàn tỉnh, đảm bảo thông tin liên lạc được thông suốt trong nước và quốc tế.

## Dân số
Theo thống kê năm 2021, tỉnh Tiền Giang có diện tích 2.510,60 km², dân số là 1.772.785 người, mật độ dân số đạt 706 người/km². Trong đó dân số sống tại thành thị đạt 247.742 người, chiếm 14% dân số toàn tỉnh, dân số sống tại nông thôn đạt 1.516.443 người, chiếm 86% dân số. Dân số nam đạt 865.821 người, trong khi đó nữ đạt 898.364 người. Tỷ lệ tăng tự nhiên dân số phân theo địa phương tăng 0,54 ‰. Tỷ lệ đô thị hóa tính đến năm 2024 chỉ đạt 18,4%.

## Xã hội

### Giáo dục
Hệ thống giáo dục của tỉnh Tiền Giang bao gồm đầy đủ các cấp học như mầm non, tiểu học, trung học cơ sở, trung học phổ thông. Đến 30 tháng 9 năm 2018 tỉnh Tiền Giang có 407 trường học ở các cấp phổ thông, đứng thứ 7 ở khu vực Đồng bằng sông Cửu Long. Các trường Đại học, Cao đẳng tiêu biểu ở Tiền Giang gồm:
- Trường Đại học Tiền Giang
- Trường Cao đẳng Y tế Tiền Giang
- Trường Cao đẳng Nông nghiệp Nam Bộ
- Trường Cao đẳng nghề Tiền Giang

### Y tế
Tình hình cơ sở khám chữa bệnh và nhân lực y tế đến 30/11/2016 Tỉnh Tiền Giang như sau:
* Trung tâm chuyên khoa tuyến tỉnh: 08, Chi cục thuộc Sở Y tế: 02
* Tổng số Bệnh viện trong toàn tỉnh : 11, trong đó:
+ BV đa khoa tuyến tỉnh : 03
+ BV chuyên khoa        : 05
+ BV huyện                  : 03
* Trung tâm y tế huyện                  : 11
* Phòng khám Trung tâm Y tế         : 07
* Phòng khám Quân Dân Y            : 01 (trực thuộc Sở Y tế)
* Phòng khám trực thuộc TTYT     : 14
* Trạm y tế xã                                : 173
* Số giường bệnh                            : 4.558
- Giường bệnh viện (công lập)       : 2.585
- Giường ngoại trú                         : 40
- Giường bệnh viện (tư nhân)         : 30  (BV Anh Đức)
- Giường y tế tư nhân                     : 380
- Giường bệnh phòng khám TTYT  : 432
- Giường bệnh PK trực thuộc TTYT: 246
- Giường bệnh Trạm Y tế xã            : 845
* 100% trạm y tế có y sĩ sản nhi hoặc nữ hộ sinh.
* 100% số ấp có nhân viên y tế hoạt động. Tổng số nhân viên y tế ấp: 1.299 người/1.025 ấp.
(Nguồn: Châu Hoàng Ân - Tiền Giang)
* Bệnh viện đa khoa trung tâm Tiền Giang được xem là tuyến cao nhất của hệ thống bệnh viện ở tỉnh Tiền Giang. Hiện nay bệnh viện đang được xây mới với quy mô lớn tại Quốc Lộ 1A. Với đội ngũ bác sĩ, điều dưỡng, kỹ thuật viên dồi dào, bệnh viện Tiền Giang liên kết với bệnh viện Chợ Rẫy phấn đấu trở thành bệnh viện vệ tinh của vùng. Hiện tại, UBND tỉnh Tiền Giang đang có chính sách ưu đãi thu hút bác sĩ mới ra trường về phục vụ.

### Tôn giáo
Tính đến ngày 1 tháng 4 năm 2019, toàn tỉnh có 11 tôn giáo khác nhau, nhiều nhất là Phật giáo đạt 736.700 người, Công giáo có 5.957 người, đạo Cao Đài có 53.679 người, đạo Tin Lành có 726 người, Phật giáo Hòa Hảo chiếm 3.367 người, Đạo Tứ Ân Hiếu Nghĩa đạt 543 người, Tịnh độ cư sĩ Phật hội Việt Nam đạt 431 người, Hồi giáo đạt 119 người. Còn lại các tôn giáo khác như Bửu Sơn Kỳ Hương có 26 người, Minh Sư Đạo và Minh Lý Đạo mỗi đạo 15 người.

## Giao thông vận tải
Trục đường bộ quan trọng nhất tỉnh là Quốc lộ 1, đường cao tốc Bắc – Nam phía Đông, tỉnh lộ 865, tỉnh lộ 864, chạy theo hướng chủ yếu từ tây sang đông. Các trục tỉnh lộ có hướng bắc - nam và hướng khác là tỉnh lộ 861, 862, 863, 866, 866B, 867, 868, 869, 870, 870B, 871, 872, 873, 873B, 874, 874B, 875, 875B, 876, 877, 877B, 878, 878B, 878C, 879D.
Tình hình trật tự an toàn giao thông trên địa bàn tỉnh còn nhiều phức tạp tập trung ở những nơi đông dân cư. Tính đến tháng 6 năm 2012, Giao thông đường bộ trên địa bàn tỉnh xảy ra 124 vụ tai nạn, so cùng kỳ giảm 16 vụ. Số người chết 131 người so cùng kỳ giảm 17 người. Số người bị thương 74 người, so cùng kỳ giảm 7 người. Vi phạm trật tự an toàn giao thông 76.413 vụ so cùng kỳ tăng 15.749 vụ. Đã xử lý tạm giữ phương tiện 10.340 vụ, tước giấy phép lái xe 3.737 vụ, phạt tiền 66.073 vụ với số tiền phạt 25.810 triệu đồng. Giao thông đường thủy xảy ra 3 vụ tai nạn, so cùng kỳ tăng 1 vụ. Thiệt hại tài sản 707 triệu đồng. Vi phạm giao thông đường thủy từ đầu năm đến nay 7.950 vụ so cùng kỳ giảm 1.341 vụ. Đã xử lý lập biên bản tạm giữ giấy tờ 1.427 vụ, phạt tiền 6.523 vụ với số tiền phạt 3.079 triệu đồng.
Tiền Giang không có sân bay dân sự.

## Văn hóa - du lịch

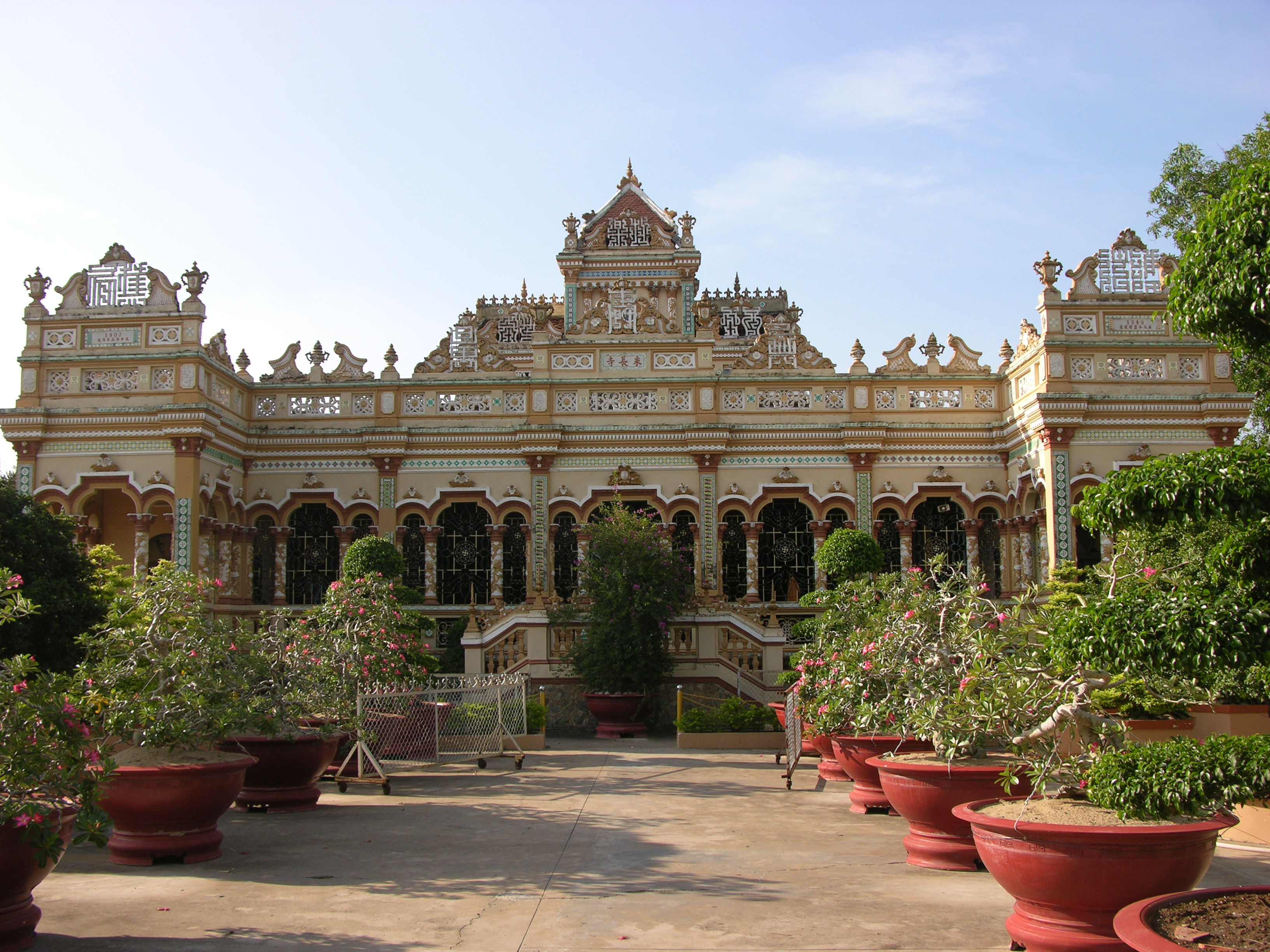
Chùa Vĩnh Tràng

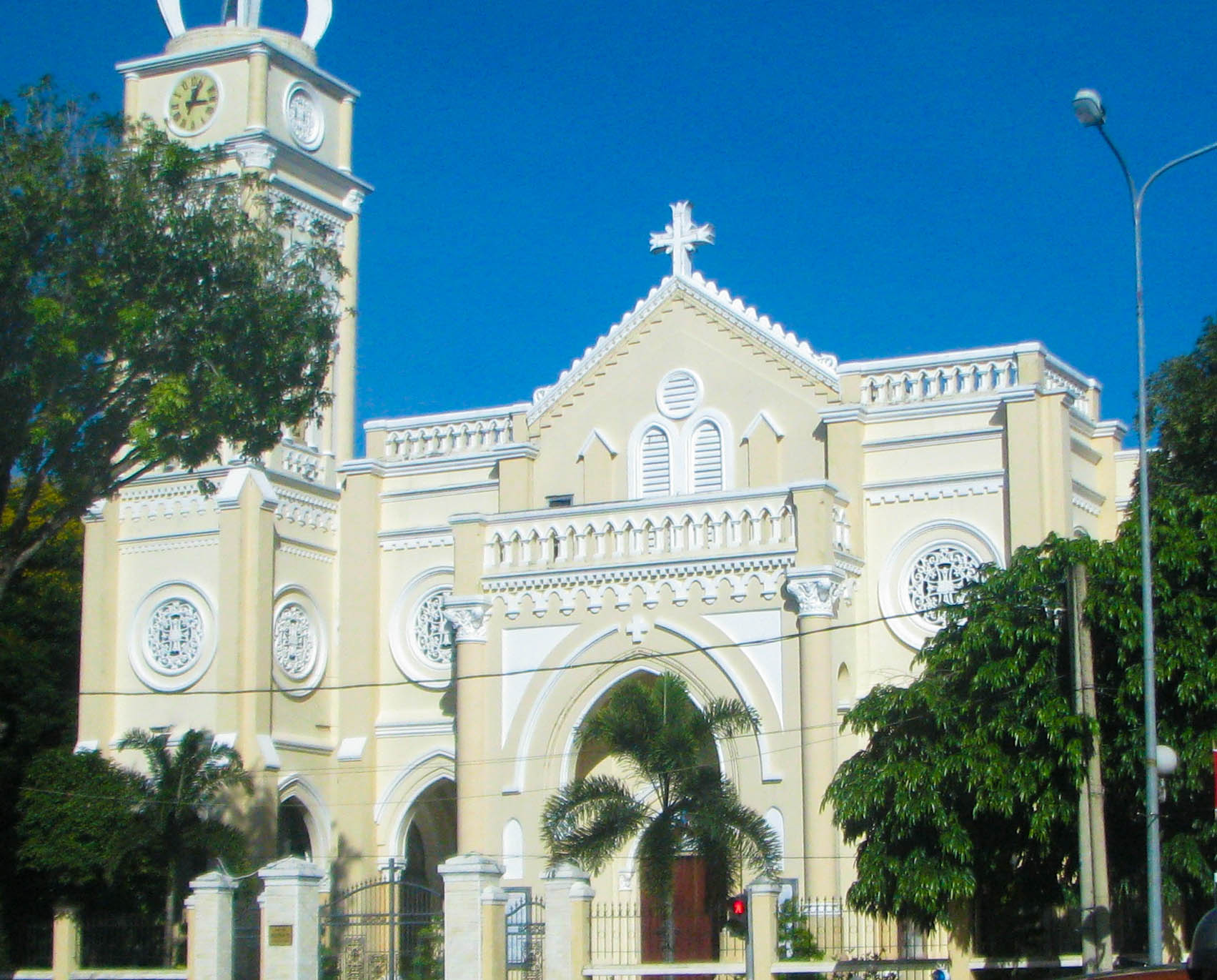
Nhà thờ Chính tòa Mỹ Tho

Tiền Giang là tỉnh có nhiều tiềm năng về du lịch. Hàng năm, lượng du khách đến Tiền Giang đều tăng. Trong năm 2009, lượng khách tham quan Tiền Giang vẫn đạt 866.400 lượt người. Thế mạnh của du lịch chủ yếu nhờ vào các di tích văn hóa lịch sử và sinh thái như di tích văn hóa Óc Eo, Gò Thành từ thế kỷ I đến thế kỷ VI sau công nguyên, các di tích lịch sử Trận Rạch Gầm – Xoài Mút, di tích Ấp Bắc, lũy Pháo Đài, và nhiều lăng mộ, đền chùa, nhà thờ như: Lăng Trương Định, Lăng Hoàng gia, Lăng Tứ Kiệt, chùa Vĩnh Tràng, chùa Bửu Lâm, chùa Sắc Tứ, chùa Linh Thứu, thiền viện Trúc Lâm Chánh Giác, nhà thờ chính tòa Mỹ Tho, nhà thờ Tin Lành Ấp Bắc, nhà thờ Thánh Giuse Lao Công, nhà thờ Nữ Vương Hòa Bình, nhà thờ Cái Bè,... các điểm du lịch sinh thái mới được khai thác như vườn cây ăn quả ở Cù lao Thới Sơn, Chợ nổi Cái Bè, Trại rắn Đồng Tâm, Khu bảo tồn sinh thái Đồng Tháp Mười, Biển Tân Thành, Giếng Nước Mỹ Tho, Bến Tắm Ngựa, Bờ kè sông Tiền, Quảng trường Mỹ Tho,...
Trong 6 tháng đầu năm 2012, số khách tham quan du lịch đạt 519.700 lượt khách, tăng 5,2% so cùng kỳ, trong đó khách quốc tế là 271.700 lượt khách, đạt 50,7% kế hoạch và giảm 1,5% so cùng kỳ. Tổng doanh thu du lịch thực hiện được 1.475,4 tỷ đồng, tăng 18,3% so cùng kỳ, trong đó doanh thu du lịch lữ hành chiếm 1,7%.

## Ảnh
|  |  |
|  |  |

### Số liệu
- "Diện tích, dân số và mật độ dân số năm 2013 phân theo địa phương". Tổng cục Thống kê Việt Nam. Truy cập ngày 3 tháng 2 năm 2015.